# لي ألدرسون
لي ألدرسون (بالإنجليزية: Leigh Alderson)‏ هو راقص باليه بريطاني، ولد في 5 ديسمبر 1986.